# Tragocephala variegata
Tragocephala variegata là một loài bọ cánh cứng trong họ Cerambycidae.

## Hình ảnh

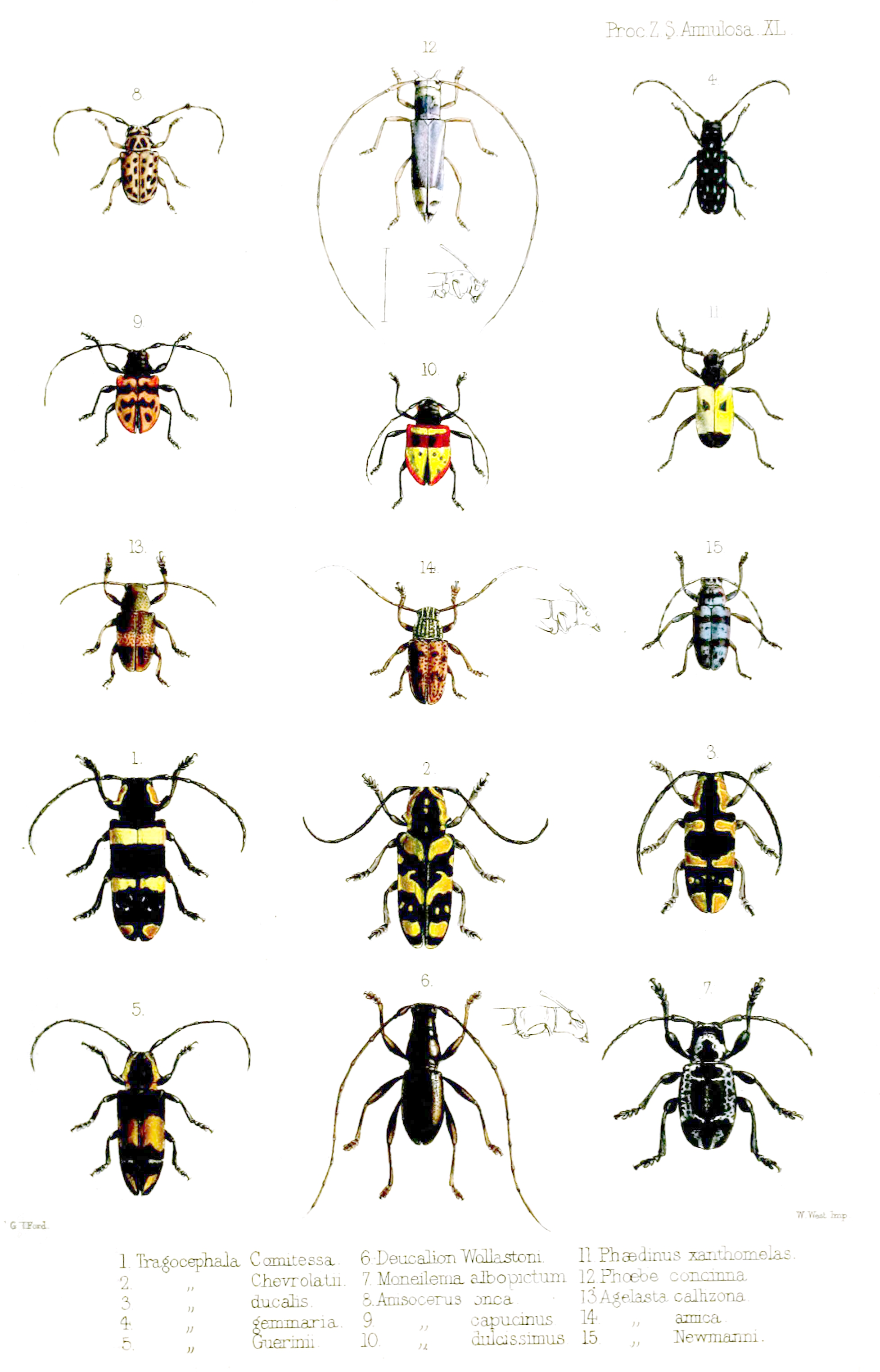